# Tara Price
Tara Price est un personnage de fiction, héroïne de la série télévisée Les Experts : Miami. L'actrice américaine Megalyn Echikunwoke joue ce rôle.

## Biographie
Le docteur Tara Price est le médecin légiste de la morgue de Miami Dade pour la saison 7. Elle apparait dès le deuxième épisode où elle vient en remplacement du médecin légiste Shannon Higgins elle-même la remplaçante d'Alexx Woods. Elle s'intègre très bien à l'équipe et Horatio lui demande de prendre son fils Kyle Harmon comme stagiaire. Par la suite alors qu'une boite d'oxycodone disparait des effets personnels d'une victime de la route, Kyle découvre qu'elle en est responsable.
Lors de l'épisode 23 alors qu'une grenade explose menaçant Tara, Kyle et Ryan Wolfe. Ce dernier remarque qu'elle consomme beaucoup de médicament. Il lui dit de se calmer mais elle n'y parvient pas.
Lors de l'épisode 24, elle est arrêtée par les affaires internes après qu'il a été découvert que, pour combler son addiction, elle volait les médicaments des victimes qui passaient par la morgue.